# 同心繩

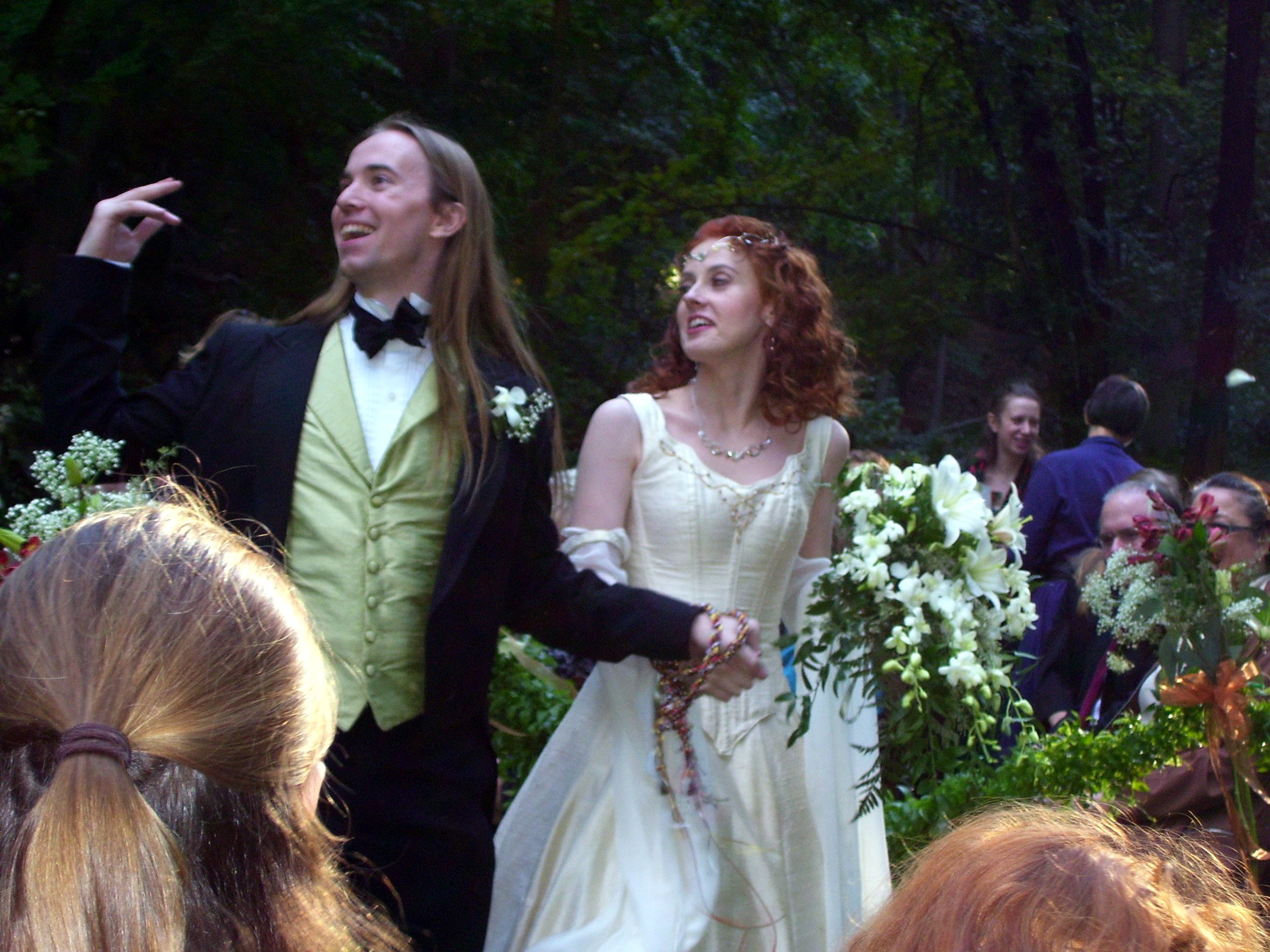
一對新婚夫婦手中拿著同心繩。

西洋傳統婚禮上的同心繩、結婚繩（wedding cord），在英文語境裡也被稱之為wedding lasso（同心套索、結婚套索）、wedding lazo cord（同心環繩、結婚環繩），或者稱為yugal，乃是使用在一些基督教徒的天主教婚禮儀式上結婚用品的一部分。這條繩索實際上是由白色緞子或絲綢製成的玫瑰念珠串珠狀的環索來表現。於婚禮儀式期間，傳統上這條套索是形成阿拉伯數字“8”（或者像數學符號中的“∞”）的樣子，並且在新人他們倆立下結婚誓詞之後將之套在新娘和新郎的脖子上，連帶著新人早已跪在枕頭上為結婚禱文做出宣告。這條繩子象徵著新娘和新郎正式成為夫妻時彼此要終身的團結一致或永久的結合，以及也意味著這乃是婚姻保護的象徵；而形成的套環表示他們對彼此之間的愛。婚禮後，這條婚姻繞繩通常由新娘作為婚禮紀念品保存著。對於婚禮上傳統同心繩的使用一般是常見於西班牙系（Hispanic）的國家之中，譬如墨西哥、菲律賓，以及西班牙。

## 同心繩儀式

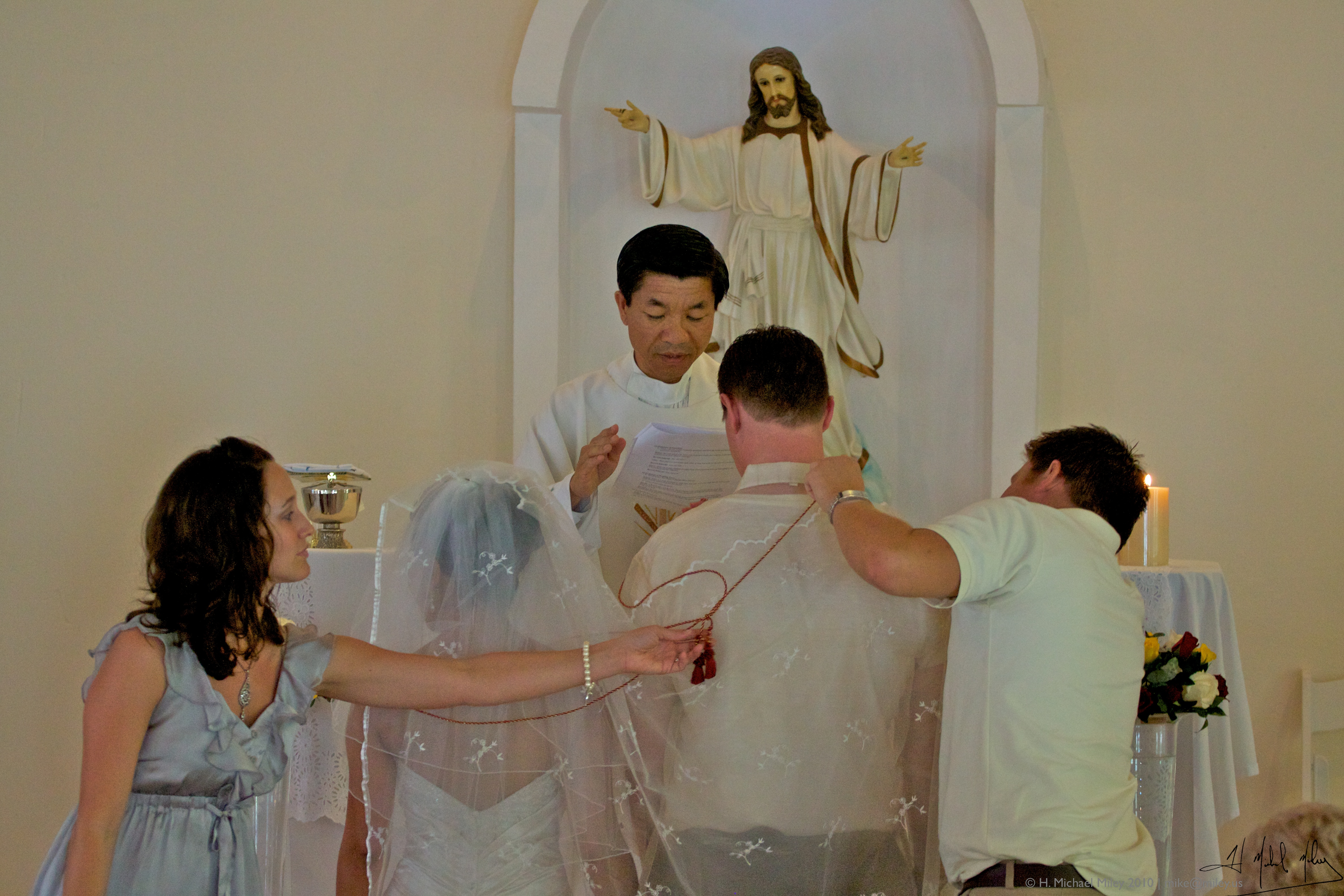
同心繩儀禮。

在新娘和新郎被婚禮面紗給遮蓋住之後，一對婚禮參與者被安排配置著同心繩在這對新人的周圍，隨著新郎首先在肩膀部位被“套索（lassoed）”或者是“繞環（looped）”。繩索是藉由銷針的工具來固定著。在其他婚禮儀式、儀禮上，這同心繩是繫繞在新人的手腕上。這條同心繩繫住並且圍繞在這對新人身上要直到婚禮彌撒或是宗教儀式結束為止。接著，由之前被安排到這對新人身邊用同心繩圍繞的同一對婚禮參與者將其解下。“套索（lassoing）”的意義是在於象徵夫妻終其一生在婚姻中的一致、合一。
另一方面，三股繩索的儀式是由新娘和新郎所執行的。新郎拿著有金屬圓環的繩子的末端，而新娘則將這些繩編結在一起。編繩是在朗讀編繩儀式意義重要性的解釋的時候、或者是撥放婚禮音樂、或者是在吟咏婚禮歌曲的時候而同時進行的。所產生的編織物則用橡皮圈暫時保持在適當位置，然後再使用金線永久保持。這繞環本身可以表示聖禮的結合，或者簡單的說為“婚姻的枷鎖（yoke of marriage）”。
這項在西班牙語裔中的西班牙系傳統於2010年被美國天主教主教會議所批准、認可。在2016年9月的時候，一項批准的英文版本並且同婚禮代幣一起被放置在慶祝婚禮的英文規範程序（the English Order of Celebrating Matrimony）之中。